# Sinoalaria shenhei
Espèce
Sinoalaria shenhei est une espèce d'araignées aranéomorphes de la famille des Theridiosomatidae.

## Distribution
Cette espèce est endémique du Yunnan en Chine,. Elle se rencontre dans le xian de Longling.

## Description
La femelle holotype mesure 3,5 mm

## Systématique et taxinomie
Cette espèce a été décrite par Zhang, Feng, Yu et Lin en 2023.

## Publication originale
- Zhang, Feng, Yu & Lin, 2023 : « A review of the spider genus Sinoalaria (Araneae, Theridiosomatidae), with the descriptions of four new species and two new combinations. » ZooKeys, no 1173, p. 307-338 (texte intégral).